# Martin Přikryl
Martin Přikryl (* 2. července 1974 Praha) je český hudebník, člen skupiny The Prostitutes, ředitel reklamní agentury a režisér.

## Život
Absolvoval gymnázium, rok pracoval v knihkupectví, poté studoval Institut základů vzdělanosti Univerzity Karlovy, školu však nedokončil. Pracoval v Českém rozhlase a později spoluzakládal rádio Limonádový Joe. Odtud Martin Přikryl odešel do reklamní agentury MARK/BBDO, kde začínal jako copywriter. Vytvářel např. reklamní kampaň Chlapi sobě pro pivovar Staropramen nebo kampaň pro experiment neexistujícího hypermarketu Český sen. Poté byl kreativním ředitelem v agentuře Kaspen, od roku 2010 do roku 2016 vedl agenturu Jandl. Od roku 2017 vede vlastní reklamní agenturu werk.camp a je partnerem v produkční společnosti Parlay Shop, která se věnuje výrobě audiovizuálních děl a publikací.[zdroj?] Realizoval kampaně např. pro telefonního operátora Vodafone (s Petrem Čtvrtníčkem) nebo pro Air Bank. Spolu s Michalem Nohejlem tvoří režisérské duo Mods.
Pod jménem „Martin Destroyer“ hrál na kytaru v pražské post-punkové kapele The Prostitutes, spolu s ním v ní na bicí hrál i jeho bratr Lukáš (* 1978, „Luk Santiago“). Kapela v roce 2017 ukončila činnost. Předtím byli oba v kapelách Noční Provoz, Angličáky a The Radios. Kromě toho složil i hudbu pro film Poupata, za což byl v roce 2011 nominován na Českého lva v kategorii Nejlepší hudba. Jako hudební producent je podepsán pod alby The Prostitutes, Apollinaire, Boy Wonder & The Teen Sensation, Lazer Viking, Wild Tides a dalších interpretů.[zdroj?] Je autorem hudby k celé řadě reklamních spotů.[zdroj?]
Ve veřejném prostoru se výrazně projevil v roce 2014, když v reakci na chování prezidenta Miloše Zemana inicioval facebookovou výzvu Chci si s vámi promluvit, pane prezidente, jejíž součástí byla akce „Červená karta pro Miloše Zemana“, které se na Národní třídě v Praze zúčastnilo až patnáct tisíc lidí. Zde prezidentu republiky symbolicky vystavili červené karty, což byl Přikrylův nápad. Tato akce byla zakomponována i do jednoho z dílů satirického seriálu Kancelář Blaník, ve kterém si Martin Přikryl také zahrál. Výzva nakonec vyústila ve vznik skupiny Podhradí, která se kromě tlaku na zachovávání důstojnosti prezidentského úřadu chtěla soustředit i na další volby prezidenta republiky.